# Jon Pacheco
Jon Pacheco Dozagarat (Elizondo, 8 gennaio 2001) è un calciatore spagnolo, difensore della Real Sociedad e della Real Sociedad B.

## Caratteristiche tecniche
Difensore centrale di piede mancino, dotato di un buon senso della posizione, è abile negli anticipi difensivi e nelle uscite palla al piede.

## Carriera

### Club
Cresciuto nel settore giovanile della Real Sociedad, il 30 agosto 2019 prolunga con il club basco fino al 2025. Il 29 giugno 2020 esordisce in prima squadra, in occasione della partita di campionato persa per 2-1 contro il Getafe; nel 2021, dopo aver conquistato la promozione in Segunda División con la Real Sociedad B, viene definitivamente incluso nella rosa della prima squadra.

### Nazionale
Ha giocato nelle nazionali giovanili spagnole Under-17, Under-18, Under-19, Under-20 ed Under-21; con quest'ultima nazionale nel 2023 è stato finalista perdente agli Europei di categoria.
Nel 2024 ha vinto la medaglia d'oro ai Giochi Olimpici di Parigi.

## Statistiche

### Presenze e reti nei club
Statistiche aggiornate al 6 febbraio 2025.
| Stagione               | Squadra                | Campionato             | Campionato | Campionato | Coppe nazionali | Coppe nazionali | Coppe nazionali | Coppe continentali | Coppe continentali | Coppe continentali | Altre coppe | Altre coppe | Altre coppe | Totale | Totale | Totale |
| Stagione               | Squadra                | Comp                   | Pres       | Reti       | Comp            | Pres            | Reti            | Comp               | Pres               | Reti               | Comp        | Pres        | Reti        | Pres   | Reti   |        |
| ---------------------- | ---------------------- | ---------------------- | ---------- | ---------- | --------------- | --------------- | --------------- | ------------------ | ------------------ | ------------------ | ----------- | ----------- | ----------- | ------ | ------ | ------ |
| mar. 2019              | Real Sociedad B        | SDB                    | 1          | 0          | -               | -               | -               | -                  | -                  | -                  | -           | -           | -           | 1      | 0      |        |
| 2019-2020              | Real Sociedad B        | SDB                    | 20         | 0          | -               | -               | -               | -                  | -                  | -                  | -           | -           | -           | 20     | 0      |        |
| 2020-2021              | Real Sociedad B        | SDB                    | 11+1       | 0          | -               | -               | -               | -                  | -                  | -                  | -           | -           | -           | 12     | 0      |        |
| 2021-2022              | Real Sociedad B        | SD                     | 2          | 0          | -               | -               | -               | -                  | -                  | -                  | -           | -           | -           | 2      | 0      |        |
| Totale Real Sociedad B | Totale Real Sociedad B | Totale Real Sociedad B | 34+1       | 0          |                 | -               | -               |                    | -                  | -                  |             | -           | -           | 35     | 0      |        |
| giu.-lug. 2020         | Real Sociedad          | PD                     | 1          | 0          | CR              | -               | -               | -                  | -                  | -                  | -           | -           | -           | 1      | 0      |        |
| 2020-2021              | Real Sociedad          | PD                     | 1          | 0          | CR              | 0               | 0               | UEL                | 0                  | 0                  | SS          | 0           | 0           | 1      | 0      |        |
| 2021-2022              | Real Sociedad          | PD                     | 10         | 0          | CR              | 3               | 0               | UEL                | 3                  | 0                  | -           | -           | -           | 16     | 0      |        |
| 2022-2023              | Real Sociedad          | PD                     | 17         | 0          | CR              | 3               | 0               | UEL                | 5                  | 0                  | -           | -           | -           | 25     | 0      |        |
| 2023-2024              | Real Sociedad          | PD                     | 23         | 1          | CR              | 3               | 0               | UCL                | 5                  | 0                  | -           | -           | -           | 31     | 1      |        |
| 2024-2025              | Real Sociedad          | PD                     | 11         | 0          | CR              | 3               | 0               | UEL                | 4                  | 1                  | -           | -           | -           | 18     | 1      |        |
| Totale Real Sociedad   | Totale Real Sociedad   | Totale Real Sociedad   | 63         | 1          |                 | 12              | 0               |                    | 17                 | 1                  |             | 0           | 0           | 92     | 2      |        |
| Totale carriera        | Totale carriera        | Totale carriera        | 98         | 1          |                 | 12              | 0               |                    | 17                 | 1                  |             | 0           | 0           | 127    | 2      |        |

## Palmarès

### Club

#### Competizioni nazionali
- Segunda División B: 1

Real Sociedad B: 2020-2021

### Nazionale
- Oro olimpico: 1

Parigi 2024